# Listă de scriitori români - V

## Scriitori români - V
| - Vakulovski, Alexandru - Vakulovski, Mihail - Vangheli, Spiridon - Vartic, Andrei - Varlaam, Mitropolitul - Vartic, Ion - Vasile, Geo - Vasiliu, Lucian - Vatamanu, Ion - Văcărescu, Elena - Văcărescu, Ienachiță - Vârgolici, Teodor - Velea, Nicolae - Verona, Lucia - Vianu, Ion | - Vianu, Lidia - Vianu, Tudor - Vieru, Grigore - Vighi, Daniel - Vinea, Ion - Vieru, Ioan - Vieru, Grigore - Vișniec, Matei - Vlad, Ion - Vlad, Vasile - Vlahuță, Alexandru - Vlasie, George - Vlașin, Gelu - Vlădăreanu, Elena | - Vodăian, Ilie - Voicu, George - Voiculescu, Vasile - Voinea, Bujor - Voinescu, Radu - Voronca, Ilarie - Vrânceanu-Firea, Gabriela - Vrânceanu, Sinică - Vulcănescu, Mircea - Vulcănescu, Romulus - Vulpescu, Ileana - Vulpescu, Romulus - Vultur, Smaranda - Vulturescu, George - Vlasie, Călin |